# Joanna Pilarska
Joanna Pilarska (ur. 28 marca 1944 w Warszawie) – polska działaczka związkowa i badaczka, uczestniczka opozycji w okresie PRL.

## Życiorys
W 1967 ukończyła studia na Wydziale Biologii i Nauk o Ziemi Uniwersytetu Warszawskiego, pięć lat później uzyskała stopień naukowy doktora. Pracowała przez rok na macierzystej uczelni, zaś w latach 1968–1982 była zatrudniona w Instytucie Badań Doświadczalnych Polskiej Akademii Nauk.
W 1980 wstąpiła do „Solidarności”, był wiceprzewodniczącą NSZZ „S” Pracowników Nauki, Techniki i Oświaty, a także sekretarzem komisji programowej I Krajowego Zjazdu Delegatów. Po wprowadzeniu stanu wojennego działała w podziemnych strukturach związku. W 1983 wyemigrowała na podstawie nielegalnych dokumentów, po czym związała się z Biurem Koordynacyjnym NSZZ „Solidarność” za Granicą w Brukseli, utworzonym decyzją Tymczasowej Komisji Koordynacyjnej jako zagraniczne przedstawicielstwo zdelegalizowanego przez komunistów związku. Od 1986 pełniła funkcję zastępczyni kierownika Jerzego Milewskiego, w 1991 kierowała biurem.
Od 1992 do 2004 zawodowo związana z amerykańską centralną związkową AFL-CIO. W 2008 powróciła na stałe do Polski.
Odznaczona Krzyżem Komandorskim Orderu Odrodzenia Polski (2014).